# Laureano Lara
Laureano Lara fue un médico y político peruano. 
Fue diputado constituyente por el departamento del Cusco en el Congreso Constituyente de 1822 que elaboró la primera constitución política del país. 
Fue miembro del Congreso General Constituyente de 1827 por la provincia de Aymares. Dicho congreso constituyente fue el que elaboró la segunda constitución política del país.